# Клэр (графство)
Клэр (ирл. An Clár; англ. Clare) — графство на западе Ирландии. Входит в состав провинции Мунстер на территории Республики Ирландии. Административный центр и крупнейший город — Эннис. Население 117 196 человек (14-е место среди графств Республики Ирландия; данные 2011 г.).

## Физико-географическая характеристика
Графство Клэр расположено на западе Ирландии на берегу Атлантического океана. Береговая линия сильно изрезана глубокими бухтами и заливами, скалистые склоны — обрывисты и круты. На юге и востоке естественными границами являются русло и эстуарий реки Шаннон, а также озеро Лох-Дерг.
Высшая точка Клэр — гора Моулусса (532 м) расположена на востоке региона.
Клэр соседствует с графством Голуэй на северо-востоке; Северным Типперэри на востоке и Лимериком на юге. Общая площадь территории — 3450 км² (7-е место в стране).

## История
Первые люди появились на этой территории ещё в каменном веке. Во многих местах до сих пор сохранились древние дольмены и стоянки первобытного человека.
В VI веке на территории, которая сегодня является графством Клэр, пришли христианские монахи-проповедники. Большинство монастырей расположилось вокруг озера Дерг, однако в IX веке они очень сильно пострадали от частых набегов викингов и были, в большинстве своём, разграблены.
В средние века, самым могущественным и сильным кланом в Клэре были О`Брианы. К XII веку представители этого семейства контролировали большую часть Ирландии, в том числе территории современных графств Лимерик, Клэр, Северный Типперэри и Оффали. Член клана — Бриан Бору принял титул Верховного короля Ирландии. Однако, к XIII веку власть О`Брианов ослабла — военные действия против норманнов и англичан уже не заканчивались успешно. Территория Клэра сократилась и была включена в британский доминион.

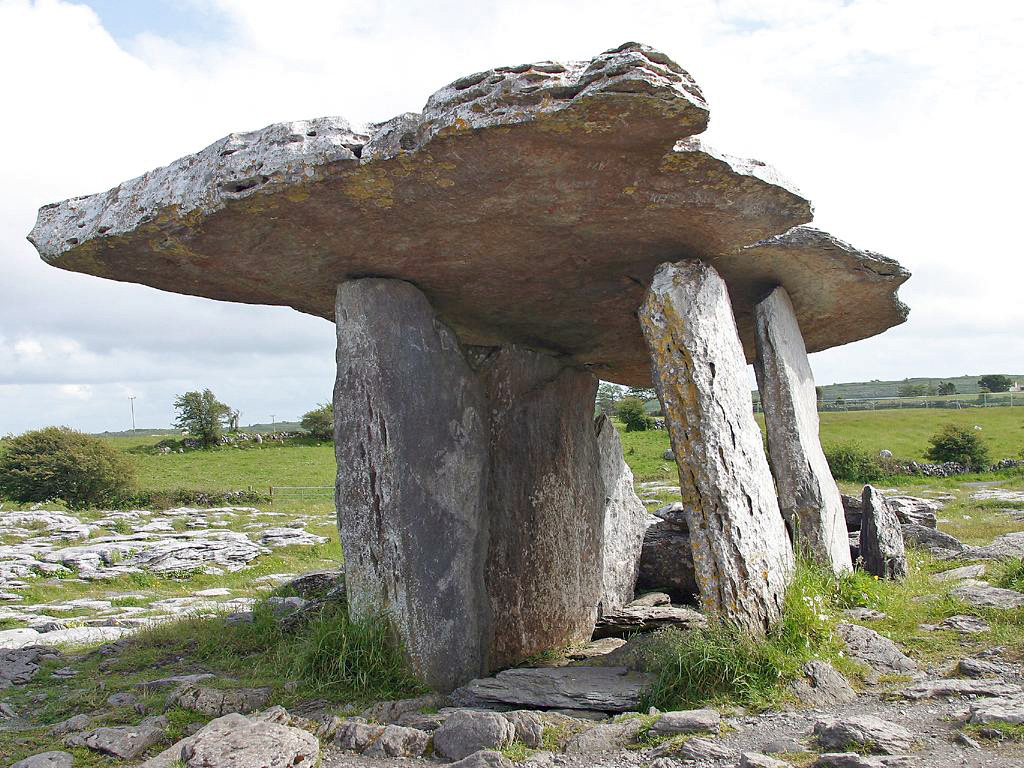
Пулнаброн — один из многочисленных дольменов на территории графства Клэр

В 1650-е годы началось крупномасштабное переселение колонистов из других частей Ирландии, а также из Англии. Здесь окончательно закрепилось британское господство. В первой половине XIX века население провинции неуклонно росло, и достигло 208 тыс. человек, однако частые неурожаи и Великий голод 1845—1849 годов стали причиной массовой эмиграции жителей графства в США. Впоследствии эта тенденция привела к тому, что в 1966 году население Клэра сократилось до 73,5 тыс.

## Экономика
Доминирующими отраслями экономики графства являются сельское хозяйство и туризм. Около 90 % фермерских хозяйств занимаются разведением скота и молочным животноводством. Большое количество лесных массивов, которые занимают до 16 % от общей площади региона, находится под контролем многочисленных лесных хозяйств.
В последние годы, Клэр становится более привлекательной провинцией для многих предприятий. В международном аэропорту Шаннон создана свободная экономическая зона. Налоговые льготы привлекли около 120 компаний с 7,5 тысячами работников.
Не менее важным для экономики графства является туризм. Высокие эстетические свойства природных ландшафтов, большое количество археологических, а также историко-культурных памятников, привлекают множество туристов. Так, в период с 1993 по 1999 год, их количество выросло более чем на 50 %. При этом, большинство туристов является жителями стран Северной Америки и Великобритании.

## Транспорт

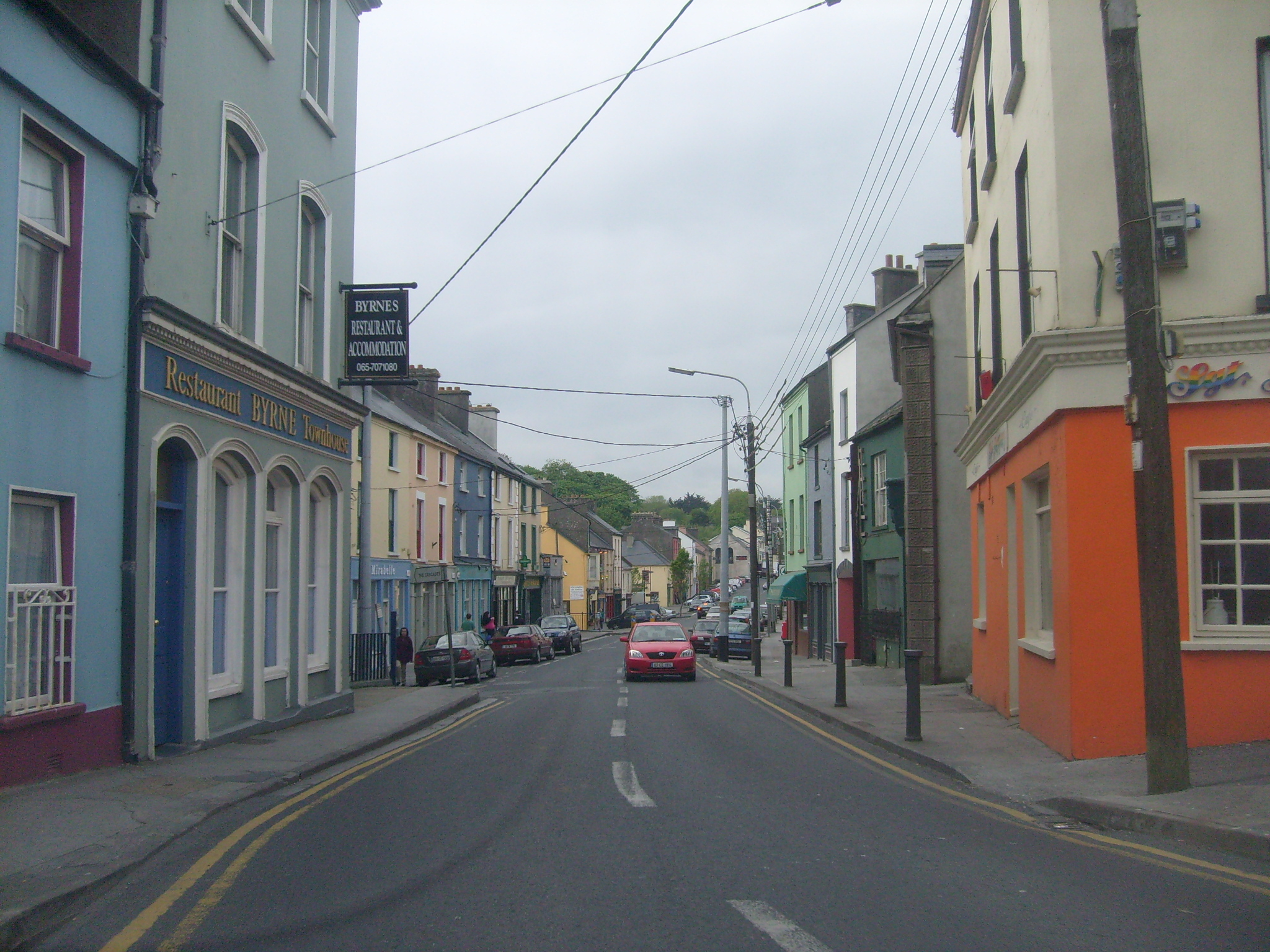
Одна из улиц города Эннис

Основной вид транспорта на территории графства — автомобильный. Здесь есть шоссе национального значения N18 (Лимерик — Эннис — Голуэй), также дороги, идущие вдоль побережья. Сеть железных дорог не функционирует с 1940-х годов, она демонтирована по решению правительства из-за низкой рентабельности. Перси Френч, известный исполнитель баллад XIX века написал песню «Are Ye Right There Michael?», в которой говорилось о путешествии на поезде по Ирландии, и, в частности, по территории Клэр. Содержание песни повествует о неэффективности железнодорожной системы государства.
Чуть южнее столицы региона, города Эннис, находится международный аэропорт Шаннон, который обслуживает потребности как графства Клэр, так и соседнюю провинцию Лимерик.

## Достопримечательности
На территории графства Клэр находится уникальная карстовая долина Буррен с дольменами на поверхности и пещерным комплексом Эайлуии, от ирландского Aill Bhuí — «жёлтые скалы») под нею.